# Tommy Kuhse
Tommy Kuhse (Mesa, Arizona; 5 de enero de 1998) es un baloncestista estadounidense que pertenece a la plantilla del Pistoia Basket de la Lega Basket Serie A italiana. Con 1,88 metros de estatura, juega en la posición de base.

## Trayectoria deportiva

### Universidad
Jugó cinco temporadas con los Gaels del Saint Mary's College de California, en las que promedió 7,6 puntos, 2,8 rebotes y 3,2 asistencias por partido. En su última temporada fue elegido mejor sexto hombre de la West Coast Conference e incluido en el mejor quinteto de la conferencia.

#### Estadísticas
| Año     | Equipo       | PJ  | PT | MPP  | %TC  | %3P  | %TL  | RPP | APP | ROB | TPP | PPP  |
| ------- | ------------ | --- | -- | ---- | ---- | ---- | ---- | --- | --- | --- | --- | ---- |
| 2017-18 | Saint Mary's | 24  | 0  | 2.3  | .444 | .500 | .500 | 0.3 | 0.3 | 0.0 | 0.0 | 0.4  |
| 2018-19 | Saint Mary's | 34  | 27 | 26.7 | .421 | .340 | .830 | 2.6 | 2.9 | 0.8 | 0.2 | 6.2  |
| 2019-20 | Saint Mary's | 33  | 19 | 26.5 | .376 | .321 | .686 | 3.4 | 3.8 | 0.7 | 0.1 | 5.9  |
| 2020-21 | Saint Mary's | 24  | 24 | 35.7 | .407 | .275 | .797 | 3.7 | 5.0 | 1.5 | 0.2 | 12.8 |
| 2021-22 | Saint Mary's | 34  | 21 | 30.0 | .494 | .450 | .808 | 3.7 | 3.7 | 0.9 | 0.2 | 12.2 |
| Total   | Total        | 149 | 91 | 24.9 | .434 | .364 | .773 | 2.8 | 3.2 | .8  | .1  | 7.6  |

### Profesional
Tras no ser elegido en el Draft de la NBA de 2022, disputó la Liga de Verano de la NBA con los Orlando Magic. El 26 de agosto, los San Antonio Spurs firmaron a Kuhse con un contrato que le permitirá participar en la pretemporada y luchar por un puesto en la lista de la temporada regular. Sin embargo fue despedido el 10 de octubre. Dos semanas más tarde se incorporó a la plantilla de su filial en la G League, los Austin Spurs. Promedió 7,9 puntos y 2,6 rebotes por partido, hasta que fue despedido el 27 de febrero de 2023.
El 6 de marzo de 2023 firmó contrato con el MHP Riesen Ludwigsburg de la Basketball Bundesliga alemana hasta final de temporada. Acabó promediando 6,2 puntos y 2,6 asistencias por partido.
La temporada siguiente se comprometió con el también equipo alemán del SC Rasta Vechta, donde fue uno de los jugadores más destacados de su equipo y de la liga, tras promediar 17,9 puntos, 5,7 asistencias y 3,9 rebotes por partido, el quinto mejor anotador de la Bundesliga y el segundo mejor pasador.
El 14 de junio de 2024 fichó por el Derthona Basket de la Lega Basket Serie A  italiana.